# Eleazar ben Ananus
Eleazar ben Ananus was hogepriester in de Joodse tempel in Jeruzalem van 16 tot 17 na Chr. Eerder had Eleazars vader Annas (of Ananus) het ambt bekleed. Eleazar was de eerste van vijf broers die elk enige tijd hogepriester zijn geweest.
Over Eleazars hogepriesterschap is weinig bekend. Het enige dat Flavius Josephus erover vermeldt, is dat Eleazar reeds na een jaar vervangen werd door Simon ben Kamithus. De reden waarom Valerius Gratus (op dat moment praefectus over Judea) de hogepriesters in deze periode zo snel verving, kan ermee te maken hebben dat bang was dat de politieke invloed van de hogepriester groter zou worden dan zijn eigen invloed en daarmee het risico van opstand met zich mee zou brengen.